# Ligol
Jabłoń domowa 'Ligol' – odmiana uprawna (kultywar) jabłoni domowej (Malus domestica 'Ligol'), należąca do grupy odmian zimowych. Odmiana wyselekcjonowana w Polsce w 1972 roku w Instytucie Sadownictwa i Kwiaciarstwa w Skierniewicach przez Stanisława Zagaję, Andrzeja Przybyłę i Jana Krzewińskiego, z populacji siewek powstałych ze skrzyżowania odmian 'Linda' i 'Golden Delicious'. Siewki pochodziły z krzyżowań wykonanych przez Wacława Dzięcioła w 1963 roku. W Polsce odmiana jest bardzo popularna od końca lat 80. XX wieku. W 1997 roku została wpisana do Rejestru Odmian Uprawnych w Polsce, a później także na Litwie. Polecana do uprawy w sadach towarowych oraz w nasadzeniach amatorskich.

## Morfologia

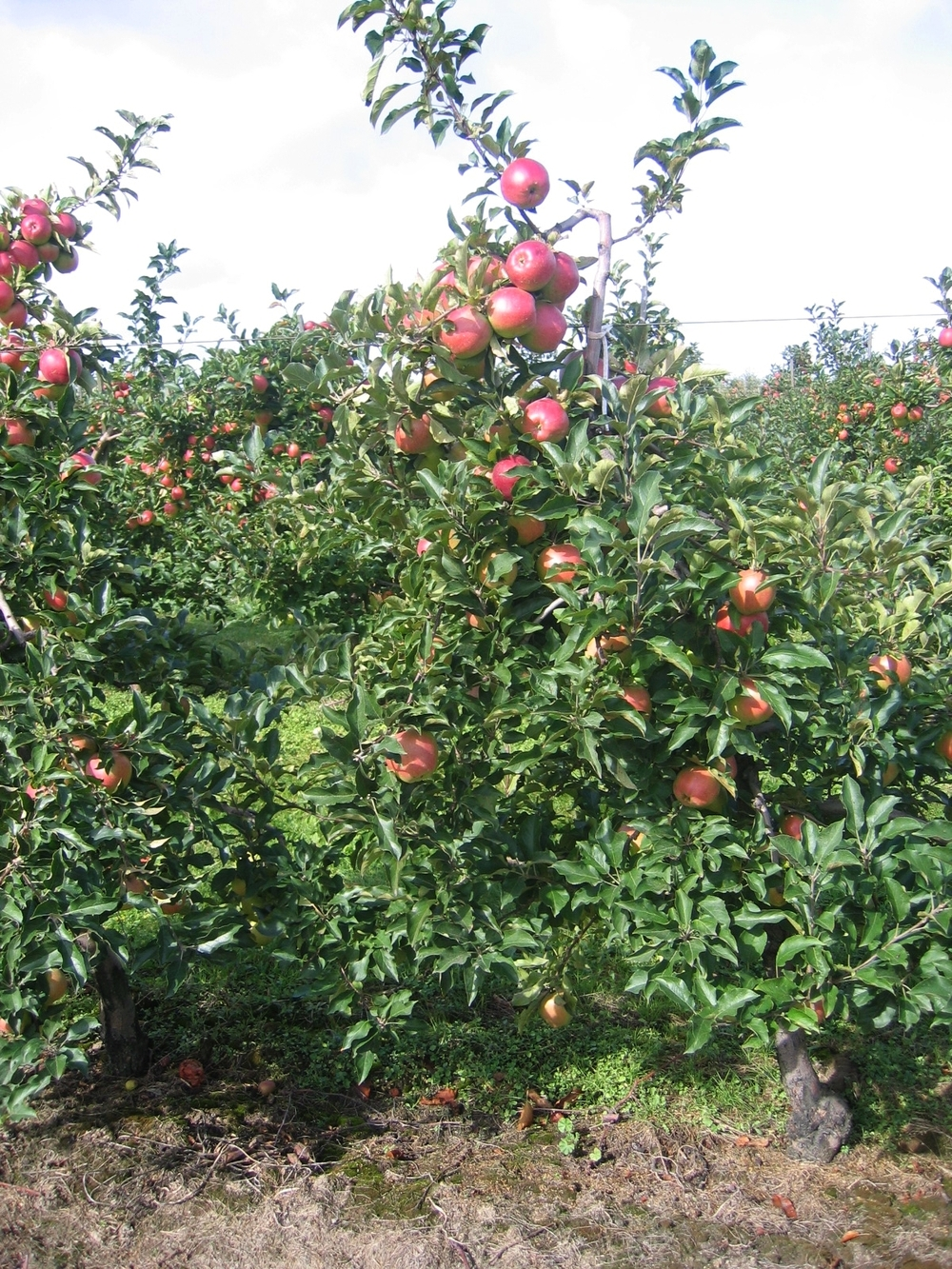
Drzewo odmiany jabłoni Ligol w okresie zbioru

PokrójDrzewo rośnie umiarkowanie silnie, po wejściu w okres owocowania wzrost trochę słabnie. Tworzy piramidalną koronę o mocnej konstrukcji, nieco zagęszczoną z powodu licznych krótkopędów wyrastających na konarach oraz dużych liści, gęsto osadzonych na pędach.
OwoceDuże lub bardzo duże kształtu kulisto-stożkowatego. Przy kielichu wyraźnie żebrowane, często niewyrównane pod względem wielkości. Skórka mocna, gładka i błyszcząca, zielonkawożółta, od strony nasłonecznionej pokryta intensywnym, rozmytym rumieńcem o karminowym zabarwieniu. Przetchlinki są liczne, małe i jasnoszare. Szypułka średniej długości i grubości, wystająca ponad zagłębienie szypułkowe. Miąższ soczysty, długo pozostający jędrny, chrupiący, słodki, delikatnie kwaskowaty, w testach smakowych wysoko oceniany przez konsumentów.

## Rozwój
W okres owocowania wchodzi wcześnie, na ogół w drugim lub trzecim roku po posadzeniu. Owocuje obficie, corocznie, zarówno na długo-, jak i na obficie wyrastających krótkopędach. Dobrze owocuje na podkładkach karłowych. Kwitnie w średniej porze kwitnienia jabłoni. Jest diploidem i dobrym zapylaczem dla odmian o podobnej porze kwitnienia. Polecany jako zapylacz dla triploidalnego 'Jonagolda' i jego mutantów. 

## Uprawa
PielęgnacjaWymaga intensywnego cięcia i formowania drzew w celu poprawienia wybarwienia owoców. Ze względu na obfite owocowanie odmiana na ogół wymaga przerzedzania zawiązków poprawiających równomierność jej owocowania. Plonuje obficie, z tendencją do przemienności, zwłaszcza jeśli jest uprawiana na podkładkach silnie rosnących.
Zbiór i przechowywanieW warunkach polskich dojrzałość zbiorczą osiąga w I dekadzie października, a dojrzałość konsumpcyjną kilka tygodni później. Przechowuje się bardzo dobrze, wyróżniając się wysoką odpornością na choroby przechowalnicze, oraz spowolnioną w porównaniu z innymi popularnymi odmianami, utratą jędrności. W zwykłej chłodni można ja przechować do przełomu lutego – marca, a w chłodni z atmosferą kontrolowaną do kwietnia.

## Zdrowotność
Ligol jest odmianą podatną na zarazę ogniową. Na parcha jabłoni i na mączniaka jest średnio wrażliwy. Na choroby kory oraz gumowatość drewna stosunkowo odporny. Owoce są podatne na gorzką plamistość podskórną, szczególnie często uwidaczniającą się przy słabym plonowaniu spowodowanym przymrozkami wiosennymi. Odmiana wyróżnia się wysoką odpornością na mróz.

## Mutanty
U odmiany Ligol mutanty nie pojawiają się równie spontanicznie, jak u takich odmian jak Gala czy Fuji, ale i tu znaleziono nowe formy. W uprawie od kilku lat znajduje się sport o intensywniejszym rumieńcu 'Ligol Red'. Ponadto w sadach doświadczalnych Instytutu Sadownictwa i Kwiaciarstwa znaleziono mutanty wyróżniające się słabszym wzrostem (mutanty krótkopędowe) i lepszym wybarwieniem: 'Ligol Redspur', 'Ligol Spur'. Powyższe sporty zostały zarejestrowane w 2012 roku.